# Norte e Sul (1854)
Norte e Sul é um romance social da escritora inglesa Elizabeth Gaskell. Ao lado de Esposas e Filhas (1865) e Cranford (1853), é um de seus romances mais conhecidos. Foi adaptado para a televisão duas vezes, em 1975 e 2004. O primeiro livro de Gaskell, Mary Barton (1848), enfatizou as relações entre empregadores e trabalhadores em Manchester, no ponto de vista dos trabalhadores pobres; Norte e Sul, por sua vez, apresenta e comenta a situação de proprietários de fábricas e de trabalhadores em uma cidade industrializada através do ponto de vista de uma protagonista oriunda do sul da Inglaterra.
O romance ocorre na fictícia cidade industrial de Milton, no norte da Inglaterra, para onde Margaret Hale é obrigada a se mudar com a família. Ela testemunha as consequências brutais da Revolução Industrial, vendo os conflitos entre empregadores e trabalhadores. Margaret é simpática para com os pobres, cuja coragem e tenacidade ela admira e entre os quais ela faz amizades; porém, ela se choca com John Thornton, o dono de uma fábrica de fiação de algodão que deprecia seus empregados. Durante o livro, Margaret passa a entender a complexidade das relações trabalhistas, e seu relacionamento conflitante com Thornton se estrutura. Gaskell baseou sua representação de Milton em Manchester, onde morava como esposa de um ministro unitário.

## Publicação

### Folhetim
Norte e Sul foi publicado originalmente na revista Household Words (editada por Charles Dickens), entre setembro de 1854 e janeiro de 1855 em 20 episódios semanais. Charles Dickens abordou o mesmo tema em Tempos Difíceis, que foi publicado na mesma revista de abril a agosto de 1854. Tempos Difíceis mostra uma Manchester satirizada (Coketown), em tons negativos, algo que desafiou Gaskell e dificultou a escrita de seu romance; ela tinha que verificar se Dickens não escreveria sobre elementos que ela pretendia abordar - como a greve, por exemplo.
Gaskell achou a quantidade de tempo gasto e as questões técnicas do formato de folhetim particularmente cansativas. Ela tinha planejado escrever 22 episódios, mas foi compelida a encerrar a história em 20. Norte e Sul foi menos bem-sucedido do que Tempos Difíceis: em 14 de outubro de 1854, depois de seis semanas, as vendas caíram tanto que Dickens reclamou sobre o que ele nomeou “impossibilidade” de Gaskell por sua resistência às demandas e aos prazos. Dickens achou a história “cansativa até o último grau”.

### Título
Gaskell pretendia intitular o livro Margaret Hale (assim como tinha feito em 1848 com o romance Mary Barton), mas a opinião de Dickens prevaleceu. Ele escreveu em uma carta de 26 de julho de 1854 que “Norte e Sul” parecia melhor, abrangendo mais os temas tratados e enfatizando a oposição entre pessoas que são forçadas pelas circunstâncias a se encontrarem. A alteração no título do romance centra-se na diferença de estilo de vida entre o sul da Inglaterra, habitado por agricultores e senhores de terra, e o norte industrial, povoado por donos de fábrica e operários.
Trabalhando nos capítulos finais do livro em dezembro em Lea Hurst (a casa da família de Florence Nightingale, localizada perto de Matlock em Derbyshire), Gaskell escreveu que ela preferiria chamar seu romance Death and Variations porque “há cinco mortos, cada um lindamente consistente com a personalidade do indivíduo”. Esta observação, embora seja provavelmente uma piada, enfatiza a importância da morte na história. A morte afeta Margaret profundamente, incentivando gradualmente sua independência; isso permite que Gaskell analise as emoções profundas do personagem e se concentre na dureza do sistema social a partir das mortes de Boucher e Bessy.

### Livro
A editora londrina Chapman & Hall publicou pela primeira vez o romance em 1855, como dois volumes de 25 e 27 capítulos cada. Naquele ano, a Harper and Brothers publicou em Nova York e Tauchnitz publicou uma segunda edição mais completa em Leipzig, como parte de uma coleção de escritores ingleses. Muitas outras edições foram publicadas durante a vida de Gaskell.
O texto no livro, particularmente o final, difere significativamente do folhetim. Gaskell incluiu um breve prefácio dizendo que devido ao formato restritivo da revista, ela não conseguiu desenvolver a história como desejava. Ela tentou eliminar as limitações do folhetim, elaborando eventos após a morte do Sr. Hale e adicionando quatro capítulos: o primeiro e último capítulos e dois capítulos sobre as visitas do Sr. Bell a Londres e de Margaret e do Sr. Bell a Helstone.  Esta edição também acrescenta títulos de capítulos e epígrafes.

## História
Margaret Hale, de 19 anos, retorna para a idílica aldeia do sul de Helstone depois que sua prima, Edith, se casa com o capitão Lennox. Ela viveu por quase 10 anos em Londres com Edith e a rica tia Shaw, para aprender a ser uma dama. Sua vida sofre uma reviravolta quando seu pai, o pastor local, deixa a Igreja da Inglaterra e a reitoria de Helstone por uma questão de consciência; sua honestidade intelectual tornou-o um dissidente da religião. Por sugestão do Sr. Bell, seu velho amigo de Oxford, ele se instala com sua esposa e filha em Milton-Northern (onde o Sr. Bell nasceu e possui propriedades). A cidade baseia sua economia nas manufaturas de algodão e vive o conflito entre mestres e trabalhadores típico da Revolução Industrial. Margaret acha a movimentada e esfumaçada Milton dura e estranha, ficando chateada com a pobreza que vê. Com problemas financeiros, Sr. Hale trabalha como tutor; um de seus pupilos é o rico e influente industrial John Thornton, mestre da Marlborough Mills. Desde o início, Margaret e Thornton entram em conflito um com o outro; ela o vê como grosseiro e insensível, e ele a vê como arrogante.
Durante os 18 meses que passa em Milton, Margaret gradualmente aprende a apreciar a cidade e suas pessoas trabalhadoras, especialmente Nicholas Higgins (um líder sindical) e sua filha Bessy, com quem ela faz amizade. Bessy ficou doente por inalar penugem de algodão, algo que posteriormente a mata. Ao mesmo tempo, a própria mãe de Margaret está ficando doente e uma greve de trabalhadores está se preparando. No fim, mestres e trabalhadores não resolvem seus conflitos, e uma multidão enfurecida de trabalhadores ameaça Thornton e sua fábrica depois que ele traz trabalhadores irlandeses para manter a produção durante a greve.
Margaret implora a Thornton para intervir e conversar com a multidão, mas ele apenas alimenta a raiva dos trabalhadores. Margaret se manifesta e é atingida por uma pedra. Os soldados chegam, a multidão se dispersa e Thornton leva Margaret dentro de casa, professando seu amor à sua figura inconsciente. Thornton propõe casamento; Margaret recusa, despreparada para suas declarações de amor e ofendida por ele ter pressuposto que sua ação na frente da multidão significava que ela nutria sentimentos por ele. A Sra. Thornton, que vê as maneiras do sul de Margaret como arrogantes, fica ultrajada pela rejeição recebida pelo filho.
O irmão ausente de Margaret, Frederick (procurado por motim naval), visita secretamente a mãe moribunda. Thornton vê Margaret e Frederick juntos, e assume que ele é seu amante. Leonards, um homem de Helstone, mais tarde reconhece Frederick na estação de trem. Eles discutem; Frederick afasta Leonards e Leonards morre pouco depois. Quando a polícia pergunta a Margaret sobre a briga, ela mente e diz que não estava presente. Enquanto o magistrado investiga a morte de Leonard, Thornton sabe que Margaret mentiu, mas declara o caso encerrado para salvá-la de possíveis perjúrios. Margaret se sente humilhada por Thornton ter agido em seu nome, passando a reconhecer a profundidade da personalidade dele.
Nicholas, por sugestão de Margaret, aproxima-se de Thornton para buscar trabalho e eventualmente obtém um posto. Thornton e Higgins aprendem a apreciar um ao outro e a entender-se. O Sr. Hale viaja para Oxford a fim de visitar o Sr. Bell e acaba falecendo, e Margaret volta a morar em Londres com a tia Shaw. Ela visita Helstone com o Sr. Bell e pede-lhe para contar a Thornton sobre Frederick, mas o Sr. Bell morre antes de fazê-lo. Ele deixa a Margaret uma herança que inclui Marlborough Mills. Thornton é forçado a limitar a produção devido às flutuações do mercado e à greve, e tem medo da falência. Ele aprende a verdade sobre o irmão de Margaret através de Nicholas Higgins, e vai a Londres resolver sua situação financeira com Margaret. Quando Margaret apresenta a Thornton uma generosa proposta, ele percebe que ela não é mais indiferente ou antagônica a ele. Ele novamente propõe casamento e, desta vez, ela aceita.

## Personagens

### Família Hale
- Margaret Hale: a protagonista, tem 19 anos no início da história.
- Richard Hale: o pai de Margaret, um ex-clérigo que deixa seu cargo em Helstone para trabalhar como tutor particular em Milton.
- Maria Hale: mãe de Margaret, de uma respeitável família londrina. Frequentemente se queixa dos “ares” - tanto de Helstone quanto de Milton - serem prejudiciais à sua saúde.
- Frederick Hale: o irmão mais velho de Margaret, um fugitivo que vive na Espanha desde seu envolvimento em um motim enquanto servia sob um oficial cruel na Marinha britânica.

### Família Thornton
- John Thornton: Proprietário de uma fábrica têxtil, amigo e estudante do pai de Margaret e o futuro interesse amoroso da jovem.
- Hannah Thornton: a mãe de John Thornton, reverencia seu filho e não gosta de Margaret.
- Fanny Thornton: a irmã mais nova de John.

### Operários
- Nicholas Higgins: um trabalhador industrial com quem Margaret faz amizade. Ele tem duas filhas, Bessy e Mary.
- Bessy Higgins: a filha de Nicholas Higgins, que está gravemente doente depois de trabalhar nas fábricas.
- Mary Higgins: a filha mais nova de Nicholas Higgins. Não trabalha; passa o dia estudando, cuidando da casa e da irmã.
- John Boucher: um dos operários. Pai de seis filhos muito pequenos e casado com uma mulher doente, passa por grandes dificuldades durante a greve.

### Outros personagens
- Dixon: Empregada dos Hales. Serviu a Maria Hale antes do casamento e é devotada a ela. Dixon desaprova Richard Hale (visto como socialmente inferior a Maria) e considera o casamento de sua senhora como causa de sua queda social.
- Sr. Bell: Velho amigo de Richard Hale, padrinho de Frederick Hale.
- Sra. Shaw: a tia de Margaret, a mãe de Edith e a irmã de Maria Hale. Viúva do General Shaw, ela mora na Harley Street, em Londres. Embora esteja financeiramente bem em comparação a Maria, ela se acha menos afortunada por não ter se casado por amor.
- Edith: a primo bonita de Margaret, definida como inocente e mimada como uma criança, mas não maliciosa. Vê Margaret como uma irmã amada. Ela se casa com o capitão Lennox no início da história.
- Henry Lennox: jovem advogado e o irmão do capitão Lennox. Meticuloso e inteligente, ele ama Margaret, que apenas o vê como amigo e rejeita seu interesse romântico.
- Leonards: colega de Frederick, não se amotinou e quer entregá-lo por uma recompensa.

## Recepção
Em sua introdução ao The Cambridge Companion to Elizabeth Gaskell (2007), Jill L. Matus enfatiza a importância crescente da autora em estudos literários vitorianos e como sua narrativa inovadora e versátil abordou as mudanças rápidas que ocorriam na época em que vivia. Não foi sempre assim; a reputação desde sua morte até a década de 1950 foi influenciada pela avaliação de Lord David Cecil em Early Victorian Novelists (1934) de que ela era “toda mulher” e “faz um creditável esforço para superar suas deficiências naturais mas tudo em vão”.
As críticas contemporâneas à autora foram agudas, semelhantes às de Mary Barton. Uma crítica não assinada no The Leader acusou Gaskell de cometer erros sobre Lancashire que um residente de Manchester não faria e disse que uma mulher (ou clérigos e mulheres) não poderiam “entender problemas industriais”, “sabiam muito pouco sobre a indústria do algodão” e não tinham “direito de aumentar a confusão escrevendo sobre isso”.
Depois de ler o quinto episódio, Charlotte Brontë acreditava que a obra era apenas sobre a igreja e “a defesa daqueles que, em consciência, discordavam dela e consideravam seu dever deixá-la”. No entanto, Brontë reconheceu que sua amiga “entende o gênio do norte” Embora Richard Holt tenha reconhecido algum interesse pelo romance em The Critical Review, ele reclamou de sua trama por ser desarticulada e dos personagens mudarem a passos largos “à maneira dos cangurus”. George Sand disse que o romance poderia interessar a um cavalheiro ao mesmo tempo em que era acessível a uma jovem dama.
Os romances de Gaskell, com exceção de Cranford, gradualmente foram para a obscuridade no final do século XIX; até 1950 ela foi diminuída como uma autora menor com bom senso e sensibilidades femininas. Archie Stanton Whitfield escreveu que seu trabalho era “como um buquê de violetas, madressilvas, lavandas, mignonettes e rosas rubiginosas” em 1929 e Cecil (1934) disse que ela não tinha a “masculinidade” necessária para lidar adequadamente com os problemas sociais No entanto, nos anos 50 e 60, críticos socialistas como Kathleen Tillotson, Arnold Kettle e Raymond Williams reavaliaram a descrição dos problemas sociais e industriais em seus romances, percebendo que sua visão ia contra os pontos de vista predominantes do seu tempo. No início do século XXI, com o trabalho de Gaskell “se alistando nas negociações contemporâneas de nacionalidade, bem como identidades de gênero e classe”, Norte e Sul é visto como retratando conflitos sociais complexos e oferecendo soluções mais satisfatórias através de Margaret Hale, porta-voz da autora e a criação mais madura de Gaskell.

## Temas

### Moderno vs. tradição
A mudança de título de Margaret Hale para Norte e Sul ressalta o tema da modernidade versus tradição. Até o final do século 18, o poder na Inglaterra estava nas mãos da aristocracia do sul. A Revolução Industrial mudou a antiga estrutura de classes, transferindo riqueza e poder para os industriais que produziam produtos em massa no norte. Cidades como Manchester, na qual Gaskell baseou sua Milton fictícia, foram apressadamente desenvolvidas para abrigar trabalhadores que se mudaram do campo semi-feudal para trabalhar nas novas fábricas. O sul representa o passado e a tradição: proprietários aristocráticos que herdaram sua propriedade, cobravam aluguel de agricultores e camponeses e assumiam uma obrigação para com o bem-estar destes últimos. O norte representa o futuro e a modernidade; seus líderes eram homens auto-fabricados como John Thornton, que acumulavam riqueza como empresários de classe média. Na opinião deles, a filantropia desequilibrava perigosamente a relação entre empregadores e empregados, baseada na troca de dinheiro pelo trabalho.

### Papéis femininos e masculinos
A noção de esferas separadas dominou as crenças vitorianas sobre os papéis de gênero, delineando posições diversas para homens e mulheres. A vida pública (incluindo o trabalho) se insere no domínio masculino, e a vida privada (doméstica), no feminino. A expressão dos sentimentos é considerada feminina, e a agressão é vista como masculina. A senhora da casa é a guardiã da moralidade e da religião. A esfera pública é considerada perigosamente amoral e, em diversos trabalhos (como os de Dickens, por exemplo) ocorrem desastres quando os personagens não estão em conformidade com os padrões da época.
Esta noção é questionada em Norte e no Sul. Na construção de Margaret Hale, a separação de papéis não é tão clara. A jovem é forçada pelas circunstâncias a assumir um papel masculino, organizando a mudança para Milton, assumindo grande parte da responsabilidade da família na nova cidade e incentivando o Sr. Hale a seguir em frente. Ela carrega várias cargas sozinha pois seu pai é caracterizado como fraco e irresoluto. Quando Higgins desaparece e seu pai treme de horror ao ver Boucher morto, Margaret vai até a Sra. Boucher, conta-lhe que seu marido morreu e cuida da família com dedicação e eficiência. Ela convoca seu irmão Frederick, para visitar a mãe moribunda e, mais tarde, o protege através de uma mentira sobre sua presença na estação de trem no dia da partida de Frederick.
Thornton e Higgins, sem negar sua masculinidade, demonstram compaixão. Higgins, em particular, assume a responsabilidade de criar os filhos de Boucher e encarna a ternura (que falta na Sra. Thornton), a força (não possuída pela Sra. Hale) e a dignidade maternas. Gaskell caracteriza John Thornton com ternura (demonstrada em seu carinho por sua mãe e sua atenção silenciosa aos Hales), embora seu orgulho a esconda da visão pública. Essa ternura se expressa de forma mais óbvia quando, posteriormente, desenvolve relações com seus trabalhadores além do habitual pagamento por trabalho, quando constrói uma cantina para os trabalhadores e às vezes compartilha refeições com eles. A evolução de Margaret e Thornton eventualmente converge e, depois de aprender humildade, ambos são parcialmente liberadas dos grilhões das esferas sociais separadas. Na cena final, ela controla a situação financeira e ele reage emocionalmente. Eles agora se encontram como homem e mulher, não mais como o fabricante do norte e a jovem dama do sul. A mescla de papéis também é evidente entre os trabalhadores, muitos dos quais (como Bessy) são mulheres.

## Condições sociais

### Contexto
Gaskell viveu durante o período de agitação que se seguiu à Revolução Industrial e estava ciente das difíceis condições do cotidiano e os problemas de saúde sofridos pelos trabalhadores de Manchester. A greve descrita em Norte e no Sul se assemelha à greve de Preston, que ocorreu no ano anterior à publicação do romance.
A greve é descrita em detalhes, tendo líderes inteligentes como Higgins, provocando violência desesperada e selvageria nos rebeldes e gerando reações de ambos os lados. Através dos olhos de Margaret (uma “estrangeira” horrorizada e compassiva), Gaskell ilustra a miséria social das casas que a protagonista visita, marcadas pela miséria. Tal situação era ocasionalmente documentada na época, sendo descrita em documentos parlamentares com ilustrações sugestivas que resultaram em medidas como o Factory Act de 1833.
Gaskell usa um evento que gera conflito entre mestres e trabalhadores (a instalação de ventiladores nas salas de cardação) para ilustrar a ganância de um e a ignorância do outro, dificultando o progresso social. A autora também chama a atenção para o preconceito anti-irlandês em uma cidade onde os irlandeses são uma pequena minoria. Ela expõe as crenças e o raciocínio dos fabricantes na defesa que faz Thornton de uma teoria que se aproxima do darwinismo social: o capitalismo como obedecendo naturalmente a leis imutáveis e como uma corrida implacável para o progresso em que a humanidade é sacrificada e os fracos morrem, sejam eles mestres ou trabalhadores. A Sra. Thornton também é exemplo disso ao expressar a visão da classe média sobre a classe trabalhadora como “uma série de cães ingratos”.

### Posição de Gaskell
Norte e Sul pertence ao cânone de “romance sobre a condição da Inglaterra” (também conhecido como romance social ou industrial) que analisa as realidades sociais vitorianas, oferecendo “observações detalhadas de primeira mão do industrialismo, urbanismo, classe e conflitos de gênero”. Ele tenta responder às perguntas colocadas pelas mudanças contemporâneas, posicionando-se entre a liberdade de trabalho individual defendida por John Stuart Mill (ideia com a qual o personagem John Thornton concorda) e a responsabilidade dos empregadores em seus empregados promovidos por John Ruskin e Arthur Helps. Representa um certo paternalismo, desafiando o limite entre as esferas pública e privada, a liberdade e a responsabilidade, o local de trabalho e a vida familiar, tentando definir um equilíbrio nas relações entre empregadores e trabalhadores.
Através de Margaret e seu pai, Gaskell critica o modelo defendido por Thornton, que não se sente responsável por explicar suas ações ou decisões a seus empregados. Ela defende uma autoridade que leva em conta as necessidades dos trabalhadores, um contrato social e econômico, como defendido por John Locke em Dois Tratados sobre o Governo, onde os mestres e os trabalhadores são solidários entre si. Após a greve, Thornton finalmente reconhece que “novas formas de negociação entre gestão e trabalho são parte da vida moderna”; a greve, que o arruinou, passou a ser vista por ele como “respeitável” porque os trabalhadores dependiam dele para garantir dinheiro e ele próprio dependia deles para fabricar seu produto.
Gaskell não oferece uma resolução definitiva de conflitos de classe; a esperança de Thornton em greves, por exemplo, é que os trabalhadores não sejam mais “amargos e venenosos”. Ele e Higgins alcançam um nível de compreensão além de uma “lógica monetária”. Se os detentores do poder econômico concordam em conversar com seus trabalhadores, irão considerá-los como seres humanos (não ferramentas de produção); não acabarão com conflitos sociais, mas reduzirão sua brutalidade. Os protagonistas experimentam transformações pessoais que os unem no final, o que Stoneman chama de “emancipação equilibrada”.

## Adaptações
A primeira adaptação televisiva foi ao ar em 1975, pela BBC. Patrick Stewart interpretou o Sr. Thornton e Rosalie Shanks, Margaret Hale. Tim Pigott-Smith, que interpretaria o Sr. Hale na adaptação de 2004, interpretou Frederick (seu filho) na versão de 1975.
Em 2004, a BBC exibiu uma série de quatro episódios com Daniela Denby-Ashe e Richard Armitage nos papéis principais. Sandy Welch escreveu o roteiro, e Brian Percival dirigiu a série.

## Edições brasileiras
2011: Lançado pela editora Landmark, em edição bilíngue (português/inglês). Traduzido por Doris Goettems.
2015: Publicado pela editora Martin Claret em capa dura e com tradução de Carlos Duarte. Uma edição especial, com algumas diferenças na capa, foi lançada em 2016 com tradução de Anna Duarte e Carlos Duarte.
2015: Lançado pela editora Pedrazul, traduzida por Gabriela Alcoforado. Traz dois títulos: Margaret Hale e Norte e Sul. O primeiro título aparece na capa principal, e o segundo, na contracapa. Segundo a editora Chirlei Wandekoken, a opção se deu tanto pelo desejo de homenagear a autora com o título original quanto a concordância pelo título escolhido por Dickens e a familiaridade que os fãs da obra possuem com ele.